# Alireza Firouzja
Alireza Firouzja ([æliːɾezɑː fiːɾuːzˈdʒɑː]; persisch علیرضا فیروزجا; * 18. Juni 2003 in Bābol, Iran) ist ein iranisch-französischer Schachspieler, der seit 2018 den Titel eines Großmeisters trägt. Er ist der jüngste Schachspieler, der je eine Elo-Zahl von mehr als 2800 Punkten erreichte.

## Herkunft, Staats- und Verbandszugehörigkeit
Als junger Spieler trat Firouzja unter iranischer Flagge an und spielte auch für die iranische Nationalmannschaft. Da der iranische Staat seinen Sportlern verbietet, gegen israelische Sportler anzutreten, entschied sich Firouzja bei der Schnell- und Blitzschach-WM 2019 unter der neutralen Flagge der FIDE an dem Turnier teilzunehmen. Er lebt mit seinem Vater in Chartres, Frankreich. Nach dem Erwerb der französischen Staatsbürgerschaft wechselte Firouzja im Juli 2021 zum französischen Verband. Bei der Europa-Mannschaftsmeisterschaft 2021 in Terme Catez (nahe Brežice, Slowenien) spielte er erstmals für die französische Nationalmannschaft.

## Werdegang
Firouzja gehörte zusammen mit Parham Maghsoodloo (* 2000) und Amin Tabatabaei (* 2001) zu einer Gruppe junger, aufstrebender, iranischstämmiger Schachspieler. Im Februar 2016 gewann er mit nur zwölf Jahren die iranische Schachmeisterschaft, 2019 wurde er erneut iranischer Meister. Mit der iranischen Nationalmannschaft nahm er 2016 an der asiatischen Mannschaftsmeisterschaft in Abu Dhabi teil, bei der er die Einzelwertung am vierten Brett gewann, sowie an der Schacholympiade 2016 in Baku und 2018 in Batumi.
Seit September 2016 trägt Firouzja den Titel eines Internationalen Meisters. Im März 2018 erhielt er den Großmeistertitel. Im selben Jahr erreichte er bei der Schnellschach-WM in Sankt Petersburg als Nummer 169 der Setzliste einen überraschenden sechsten Platz, lediglich einen halben Punkt hinter dem klassischen Weltmeister Magnus Carlsen und einen ganzen hinter dem Turniersieger Daniil Dubow.
Im August 2019 überstieg seine Elo-Zahl erstmals 2700. Mit 16 Jahren ist er nach dem Chinesen Wei Yi der zweitjüngste Spieler, dem dies gelang. Zudem gewann er den Vizeweltmeistertitel im Schnellschach hinter Magnus Carlsen, diesmal unter neutraler Flagge antretend. Im Februar 2020 gewann er das Masters im Prager Schachfestival. Dabei setzte er sich im Blitzschach-Tie-Break mit 2:0 gegen Santosh Gujrathi Vidit durch.
Im November 2021 gewann Firouzja das FIDE Grand Swiss Tournament 2021, womit er sich für das Kandidatenturnier 2022 qualifizierte, bei dem er den sechsten Platz erreichte. Außerdem errang er bei der Europa-Mannschaftsmeisterschaft für die französische Nationalmannschaft an Brett 1 sieben Siege und zwei Remis und gewann mit seinem Team die Silbermedaille (hinter der Ukraine). Damit erzielte er das bis dahin drittbeste Resultat in der Geschichte des Schachspiels. Nur Bobby Fischer bei seinen 6:0-Siegen in den Kandidatenwettkampfsiegen 1971 und Fabiano Caruana beim Sinquefield Cup 2014 in St. Louis spielten rechnerisch stärker. Nach der Europameisterschaft wurde Firouzja der jüngste Schachspieler, der eine Elozahl über 2800 erreicht hat.
Im September 2022 gewann Firouzja den Sinquefield Cup 2022 und die Grand Chess Tour. Im Juli 2023 erreichte er erneut den zweiten Platz der Weltrangliste hinter Magnus Carlsen, auf dem er bereits zwischen Dezember 2021 und April 2022 stand.
Im Dezember 2023 überholte er durch sieben Siege in sieben Partien beim Rouen-Open 2023 den Amerikaner Wesley So in der Elo-Weltrangliste. Damit qualifizierte er sich für das Kandidatenturnier 2024 in Toronto, da alle vor ihm platzierten Spieler entweder bereits qualifiziert waren oder nicht teilnahmen.
Im Jahr 2024 gewann Firouzja erneut den Sinquefield Cup und die Grand Chess Tour.
| Die zur Anzeige dieser Grafik verwendete Erweiterung wurde dauerhaft deaktiviert. Wir arbeiten aktuell daran, diese und weitere betroffene Grafiken auf ein neues Format umzustellen. (Mehr dazu) |